# Je promets d'être sage
Pour plus de détails, voir Fiche technique et Distribution.
Je promets d'être sage est un film français de Ronan Le Page, sorti en 2019. Il s'agit du premier long-métrage du réalisateur Ronan Le Page.

## Synopsis
Après des années de galère dans le milieu théâtral, Franck décide de changer de vie. Il se retrouve ainsi nouveau gardien au Musée des Beaux-Arts de Dijon et passe ses journées assis sur sa chaise à attendre. Sybille, une agent du musée, pour le moins caractérielle, n'apprécie pas cette nouvelle recrue. Elle a en effet des choses à cacher et plutôt que de la dénoncer, Franck va tout essayer pour l'aider.

## Fiche technique
Sauf indication contraire, les informations mentionnées dans cette section peuvent être confirmées par la base de données cinématographiques IMDb,  présente dans la section « Liens externes ».
- Titre : Je promets d'être sage
- Réalisation et scénario : Ronan Le Page
- Musique : Florent Marchet
- Montage : Loïc Lallemand
- Photographie : Brice Pancot
- Costumes :
- Décors : Marion Burger
- Producteur : Marc-Benoît Créancier
- Attachés de presse : André-Paul Ricci et Tony Arnoux
- Sociétés de production : Easy Tiger, coproduit par France 2 Cinéma
- SOFICA : Cinécap 2
- Sociétés de distribution  : Apollo Films (France), Charades (International)
- Pays d'origine : France
- Genre : comédie dramatique
- Budget : 4 millions d'euros[réf. nécessaire]
- Durée : 92 minutes
- Dates de sortie :
  - France : 13 juin 2019 (Festival du film de Cabourg)[1] ; 14 août 2019 (sortie nationale)

## Distribution
- Pio Marmaï : Franck Castang
- Léa Drucker : Sybille Dermaux
- Gilles Privat : Gigi
- Florence Janas : Magalie
- François Chattot : Monsieur Leroy
- Céline Toutain : Emilie
- Philippe Dusseau : Stéphane Guichard, le pharmacien
- Thomas Drelon : Eddy Mordelet
- Xavier Berlioz : Patrick Mordelet
- Paloma Dumaine : Anouk
- Cédric Vieira : Thierry, le beau-frère
- Matthieu Denesle : Le fils du pharmacien
- Cynthia Tolleron : Elise
- Antoine Herbulot : Le jeune comédien
- Paul Lefevre : L'assistant de Paul
- Jin Xuan Mao : Le maquilleur
- Géraldine Schitter : L'agente immobilière
- Jeanne Cremer : La jeune pharmacienne
- Hélène Alexandridis : L'antiquaire
- Noémie Kirscher-Perrel : L'assistante de l'antiquaire
- Magali Leon : La femme sur l'aire de repos
- Léna Bréban : La femme du pharmacien
- Lucia Sanchez : la touriste

## Production
Une partie du tournage s'est déroulée du 30 juillet au 16 août 2018 à Dijon au musée des Beaux-Arts,,.

## Accueil

### Critiques
Le site Allociné recense une moyenne des critiques presse de 3,4/5.
Pour Le Parisien, Je promets d'être sage est une « comédie enlevée et intelligente » qui « offre deux épatants personnages d’accidentés de la vie à Pio Marmaï et Léa Drucker ». Pour Télérama, le film est une « comédie drôle-amère, parfois un peu bancale, dont la fantaisie écorchée rappelle le cinéma de Pierre Salvadori ».